# Raymond Limbosch
Raymond Limbosch (Brussel, 15 maart 1884 - Sint-Genesius-Rode, 1 juli 1953) was een Belgisch Franstalig dichter en filosoof.

## Levensloop
Limbosch was een zoon uit de Brusselse burgerij. Zijn ouders, vooral dan zijn moeder, leidden een gereputeerde haute-couturezaak. De vader liet bij herhaling zijn gezin in de steek.
Na middelbare studies aan het Institut Dupuich, studeerde Raymond eerst voor ingenieur aan de ULB en vervolgens landbouw aan de École Pratique d'Agriculture in Montargis. In die tijd zocht hij met een paar vrienden de anarchist en hoogleraar Élisée Reclus op. In september 1902 ontmoette hij in De Panne de volledige familie Reclus.
Hij werd een volbloed anarchist en om als dusdanig te leven werd hij tuinman in Ledeberg. Tijdens de Gentse staking van katoenwerkers in 1905, maakte hij op een meeting geleid door Edward Anseele kennis met George Sarton en Irénée van der Ghinst. Het werd een levenslange vriendschap die onder meer tot uiting kwam door hun samenwerking in de groepen Ter Waerheid en Reiner Leven.
Limbosch was stichter en secretaris van de Belgische PEN-club.
In 1907 werd hij lid van Les Amis Philanthropes nº 1 en in 1909 van de Gentse loge La Liberté, de werkplaats waar ook Cyriel Buysse lid van was. Hij was in 1908 met zijn verloofde Céline Dangotte naar Gent teruggekeerd met de bedoeling er een Ferrerschool op te richten. Ze keerden echter weldra naar Brussel terug. Daar werd in 1911 de gemengde vrijmetselaarsorde Le Droit Humain opgericht. In mei 1912 was Dangotte samen met haar echtgenoot Raymond Limbosch en met Isabelle Gatti de Gamond een van de medeoprichtsters van de gemengde loge L'Égalité Bruxelles.
Uiteindelijk verkoos Limbosch de poëzie als voornaamste uitdrukkingswijze voor zijn ideeën. Celine Dangotte richtte een productiezaak op van art-nouveaumeubelen.
May Sarton (Wondelgem, 3 mei 1912 - York (Maine), 16 juli 1995) wijdde een biografisch essay aan het echtpaar Limbosch-Dangotte, onder de titel The Bridge of Years (1946).

## Publicaties
- Le bois d'oliviers, 1911.
- Les heures, 1920.
- Symphonie macabre, 1921.
- Vers et versets, 1923.
- La certitude inquiète, 1926.
- La Rose et l'Araignée, 1935.
- L'eau vive, 1940.
- Sisyphé, 1953.
- Pygmalion, 1953.
- Il disait ..., 1954.